# Lionel Cottu
Lionel Cottu est un journaliste politique français, né le 3 mars 1969.
Il a travaillé chez France 3, où il a été notamment chroniqueur dans les émissions politiques de Christine Ockrent, France Europe Express et Duel sur la 3 et a été directeur éditorial d'ELEPHANT AT WORK.
Il est depuis 2013 dirécteur général d' ELEPHANT LIVE, la filiale Corporate du groupe ELEPHANT.[réf. souhaitée]